# Карл Гуманн
Карл Гуманн (нім. Carl Humann; 4 січня 1839, Штееле – 12 квітня 1896, Ізмір) — німецький інженер, архітектор та археолог. Відкрив Пергамський вівтар. Член Прусської академії наук і Німецького археологічного інституту.

## Життєпис
Гуманн отримав диплом залізничного інженера, працював на будівництві залізниць і продовжив освіту в Будівельній академії Берліна. Захворівши туберкульозом, Гуманн намагався підшукати для себе корисніший клімат в тодішній Османській імперії і оселився в 1861 в Константинополі. Він брав участь зокрема у розкопках на острові Самос, будував палац, і об'їздив в 1864 у Палестину, проводячи картографічні дослідження за дорученням османського уряду. Пізніше Гуманн також склав карту східної частини  Балканського півострова.
З 1867 до 1873 Гуманн керував будівництвом доріг в Малій Азії. Попередньо він побував у древньому Пергамі взимку 1864-1865. Він виявив, що в Пергамі ще не проводилися повноцінні розкопки, хоча знахідки можуть представляти надзвичайну цінність. Йому довелося використовувати весь свій вплив для того, щоб запобігти знищенню частині відкритих мармурових руїн у вапняно-газових печах. Але для справжніх розкопок була потрібна підтримка з Берліна.
Лише в 1878 всі обставини склалися для Гуманна сприятливим чином: директор берлінського Музею скульптури забезпечив фінансову підтримку розкопок, а Гуманн отримав офіційний дозвіл османської боку. 9 вересня почалися перші розкопки в Пергамі, що тривали один рік. Великі фрагменти  фризу вівтаря надзвичайної художньої цінності та численні скульптури були виявлені несподівано. Друга і третя археологічні кампанії відбулися в 1880-1881 і в 1883-1886 роках. Знахідки, які згідно з угодою з османської стороною переходили у власність Німеччині, на ослячих возах п'ять годин перевозилися до узбережжя, перевантажувалися на німецькі кораблі і вирушали до Берліна.

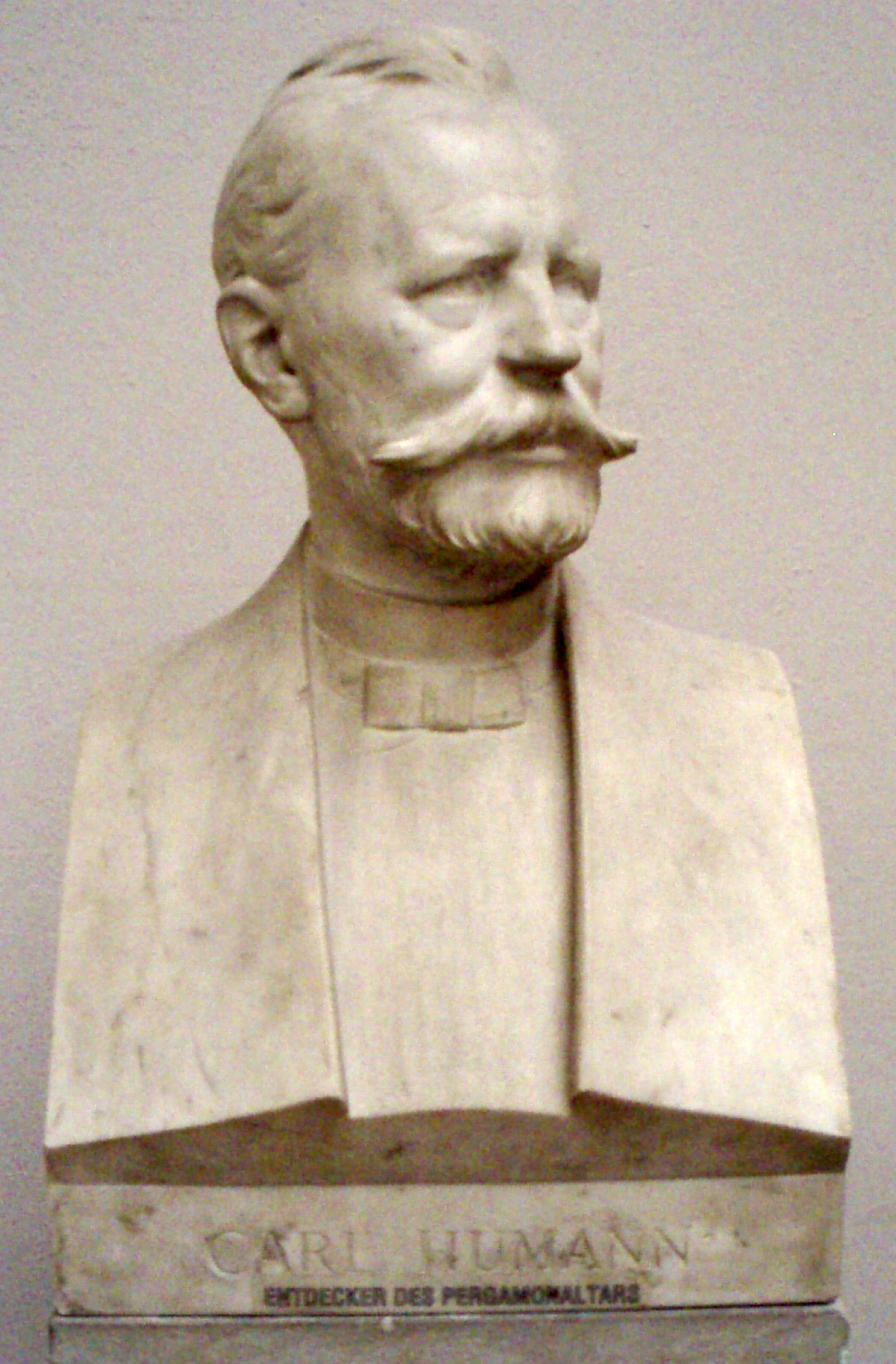
Бюст Гуманна роботи Адольфа Брютта в Пергамському музеї

Німеччина швидко оцінила сенсаційність і значення знахідок, Гуманн став знаменитістю. Володіючи Пергамським вівтарем, Німеччина отримала можливість гідно протистояти «культурній першості» Британії, яка володіла фризом з Парфенона, виставленим у Британському музеї Лондона.
За дорученням Прусської академії наук Гуманн провів археологічну документацію стародавніх поселень Ангори, верхнього Євфрата і північній частині Сирії. З 1882 Гуманн веде розкопки за дорученням Німецького Східного товариства в Зінджирлі. В 1884 Гуманн був призначений директором відділу Королівських музеїв Берліна, однак продовжував залишатися в Смирні, представляючи інтереси королівських музеїв на Сході. Він продовжував свою роботу та дослідження і приймав у своєму популярному будинку численних гостей. В 1888 у він керував розкопками в Зінджирлі в північній Сирії. В 1891-1893 Гуманн проводив розкопки в Магнесії на Меандрі.
Карла Гуманна поховали на кладовищі Смірни. В 1967 році його поховання перенесено на фортечну гору в Пергамі.
На честь знаменитого археолога в Пергамському музеї встановлено бюст Гуманна, виконаний  Адольфом Брюттом в 1901 з нагоди відкриття першої будівлі Пергамського музею.